# 柳树乡 (南部县)
柳树乡，是中华人民共和国四川省南充市南部县曾经下辖的一个乡。2019年10月29日，撤销永红乡和柳树乡，将其所属行政区域划归升钟镇管辖。

## 行政区划
柳树乡撤销前下辖以下地区：
蚕丝宫村、风真宫村、得鞋坝村、明星村、高家河村、周武村、罐子坪村、太阳宫村、梁家桥村、回龙寺村、玉泉村、杨家观村、陈家坝村、白马庙村和贾寺湾村。